# Иверак (риба)
Иверак (Platichthys flesus) је риба европских обалних вода, те се појављује од Бијелог мора на сјеверу до Средоземног и Црног мора на југу. У Сједињене Америчке Државе и Канаду је увезена случајно кроз транспорт.
Иверак је обично овалног облика. Уобичајено расте у дужину око 30 центиметара, мада су забиљежене дужине и до 60 центиметара. Горња површина рибе је смеђе или маслинасте боје са црвенкастим мрљама и смеђим мрљама. Ова риба може промијенити боју у складу са својом позадином, пружајући ефикасну камуфлажу. Доња страна рибе је бисерно бијела, што риби даје једно од уобичајених назива, а то је бијела пахуљица. 

## Опис
Иверак је пљосната риба са овалним тијелом, ширине око половине дужине. Максимална забиљежена дужина је 60 центиметара, а максимална забиљежена тежина је 14 килограма. Ипак, уобичајена дужина зрелих јединки је око 50 центиметара. 
Риба је спљоштена бочно, те плива и лежи на једној страни. Током развоја рибе, њене очи прелазе на десну страну рибе и оно што се чини да је њена горња површина је, у ствари, њена десна страна. Око 30% случајева очи се помијерају у лијеву страну, и у том случају лијева страна рибе постаје њена горња. Риба има веома мала уста на крају своје тупо истакнуте главе. Горња површина је буђаста, маслинаста или блиједо смеђа, са већим мрљама тамније браон и неких неправилних црвенкастих мрља. Доњи дио рибе је непрозирно, бисерно бијели, што рибама даје назив бијела пахуљица. Бочна линија је готово равна и тече по средини горње површине закрививши се око кратких пекторалних пераја. Кожа јој је храпава. 

## Распрострањеност и станиште
Иверак је поријеклом из сјевероисточног Атлантског океана и Средоземног мора. Може се пронаћи од Барентсовог, Бијелог и Балтичког мора до Грчке, Турске, Црног мора и сјеверноафричке обале. Уведена је у Иран, а настањена је и уз источну обалу Канаде и Сједињених Америчких Држава. Обично се налази близу обале, у води дубине од око 100 метара и на пјешчаним или блатњавим подлогама које су подложне камуфлажи. 
Ова риба се може пронаћи и у ушћима гдје је толерантна на ниске нивое салинитета. Дио свог животног циклуса често проводи у слаткој води и веома често улази и у ријеке. На Британским острвима пронађена је све до унутрашњости. За разлику од атлантског лососа, храни се у ријекама и поново излази на море прије мријешћења. 

## Живот
Иверак живи и храни се на морском дну и у водама које су непосредно изнад. Углавном је ноћно створење, док се током дана одмара на морском дну. Храни се шкољкашима и безкичмењацима, попут шкампи, полихејастих глиста, мекушаца и ситних риба. 
Иверак оставља слатку воду у јесен и често се може наћи у ушћима када се појаве први мразови. Тада риба прелази у дубљу воду гдје презими. У прољеће мигрира на мријестилиште, путујући дневно три до четири километра, приликом чега се не хранећи уопште. Мријештење се врши између фебруара и маја. Женка отпушта око милион јаја која су лакша од воде. Мужијак ослобађа сперму која такође плута, а обоје јајашца и сперма се издиже на површину. Тада се јаја оплођавају и излијежу након шест до једанаест дана у зависности од температуре воде. Млади су планктонски и плутају ка обали, те користе селективни транспорт плимног тока да би мигрирале у ушћа и ријеке. Док су још младе, живе у плитким водама, ушћима и водама сталне сланости. Постају зрели док су још релативно мали, мужијаци када нарасту до 11,5 центиметара, а женке када нарасту до 18 центиметара. Европски иверак понекад хибридира са иверком златопјегом, нарочито у западном дијелу Балтичког мора гдје је овај хибрид уобичајен. 
Европски иверак се користи за људску исхрану, али није толико цијењен као, на примјер, иверак златопјег. Најважнији риболов се врши у Балтичком мору и у водама у околини Холандије и Данске. У 2010. години свеукупни свјетски улов ове рибе износио је деветнаест хиљада тона. Риба се продаје свјежа или смрзнута, а може се пржити, кувати, кувати на пари, пећи или припремати у микроталасној. 